# Općina Tetovo
Općina Tetovo (makedonski: Општина Тетово, albanski: Komuna e Tetovës) je jedna od 80 općina Sjeverne Makedonije koja se prostire na sjeverozapadu Sjeverne Makedonije.  Upravno sjedište ove općine je grad  Tetovo.

## Zemljopisne osobine
Općina Tetovo proteže se kroz Pološku dolinu, zapadni dijelovi su planinski na obrocima Šar-planine.
Općina Tetovo graniči s Kosovom na sjeveru, a s općinom Tearce na sjevero istoku, s općinom Jegunovce na istoku, s općinama Želino i Brvenica na jugo istoku, te s općinom Bogovinje na jugozapadu.
Ukupna površina Općine Tetovo  je 261.89 km².

## Stanovništvo
Općina Tetovo  ima 86 580 stanovnika. Po popisu stanovnika iz 2002. nacionalni sastav stanovnika u općini bio je sljedeći; .

## Naselja u Općini Tetovo
Ukupni broj naselja u općini je 19, od njih su 18 sela i jedan grad Tetovo.

## Pogledajte i ovo
- Tetovo
- Polog
- Sjeverna Makedonija
- Općine Sjeverne Makedonije

## Vanjske poveznice
- Općina Tetovo na stranicama Discover Macedonia
- Službene stranice  Arhivirana inačica izvorne stranice od 6. srpnja 2009. (Wayback Machine)